# Résultats détaillés des championnats d'Europe d'athlétisme 1950
Résultats détaillés des Championnats d'Europe d'athlétisme 1950 de Bruxelles.

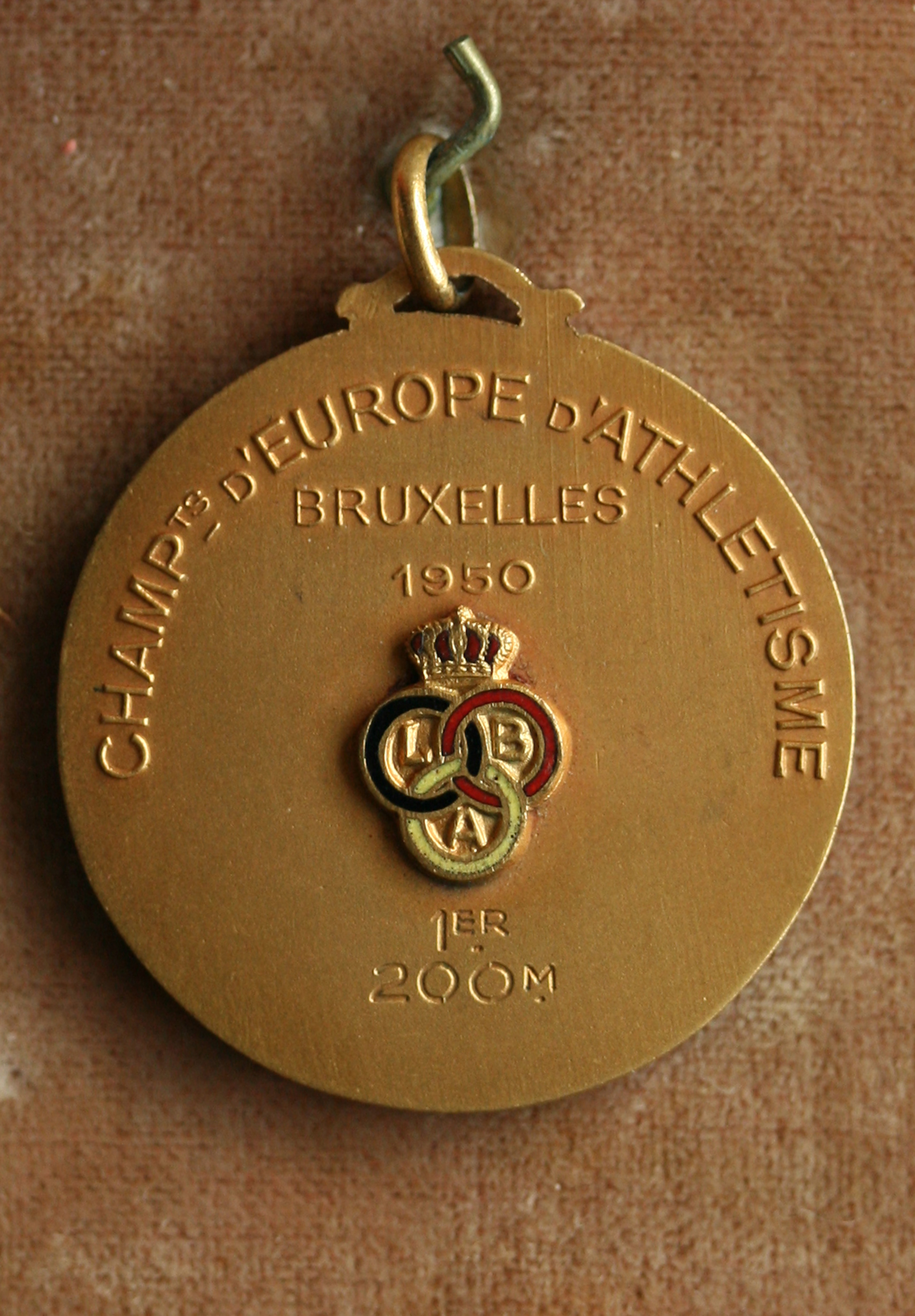
Médaille d'or européenne en 1950 (ici du 200 mètres).

| Courses: 100 m - 200 m - 400 m - 800 m - 1 500 m - 5 000 m - 10 000 m - Marathon Obstacles: 110 m/80 m haies - 400 m haies - 3 000 m steeple Marche: 10 km - 50 km Sauts: Hauteur - Longueur - Triple saut - Perche Lancers: Javelot - Disque - Poids - Marteau Relais: 4 × 100 m - 4 × 400 m Epreuves combinées: Décathlon - Pentathlon Tableau des médailles - Légende |

## Résultats

### 100 m
| Rang | Pays             | Athlète            | Temps  |
| ---- | ---------------- | ------------------ | ------ |
| 1    | France           | Etienne Bally      | 10 s 7 |
| 2    | Italie           | Franco Leccese     | 10 s 7 |
| 3    | Union soviétique | Vladimir Sukharjev | 10 s 7 |
| 4    | Pologne          | Emil Kiszka        | 10 s 7 |
| 5    | Islande          | Haukur Clausen     | 10 s 8 |
| 6    | Yougoslavie      | Petar Pecelj       | 10 s 8 |

| Rang | Pays             | Athlète                | Temps       |
| ---- | ---------------- | ---------------------- | ----------- |
| 1    | Pays-Bas         | Francina Blankers-Koen | 11 s 7 (RE) |
| 2    | Union soviétique | Yevgeniya Sechenova    | 12 s 3      |
| 3    | Royaume-Uni      | June Foulds            | 12 s 4      |
| 4    | Union soviétique | Zoya Dukhovich         | 12 s 4      |
| 5    | Royaume-Uni      | Elspeth Hay            | 12 s 5      |
| 6    | France           | Colette Aitelli        | 12 s 5      |

### 200 m
| Rang | Pays        | Athlète            | Temps  |
| ---- | ----------- | ------------------ | ------ |
| 1    | Royaume-Uni | Brian Shenton      | 21 s 5 |
| 2    | France      | Etienne Bally      | 21 s 8 |
| 3    | Pays-Bas    | Jan Lammers        | 22 s 1 |
| 4    | Italie      | Angelo Moretti     | 22 s 1 |
| 5    | Islande     | Asmundur Bjarnason | 22 s 1 |
| 6    | France      | Yves Camus         | 22 s 2 |

| Rang | Pays             | Athlète                | Temps  |
| ---- | ---------------- | ---------------------- | ------ |
| 1    | Pays-Bas         | Francina Blankers-Koen | 24 s 0 |
| 2    | Union soviétique | Yevgeniya Sechenova    | 24 s 8 |
| 3    | Royaume-Uni      | Dorothy Hall           | 25 s 0 |
| 4    | Union soviétique | Sofia Malchina         | 25 s 0 |
| 5    | Pays-Bas         | Bertha Brouwer         | 25 s 0 |
| 6    | Union soviétique | Zoya Dukhovich         | 25 s 5 |

### 400 m
| Rang | Pays        | Athlète              | Temps       |
| ---- | ----------- | -------------------- | ----------- |
| 1    | Royaume-Uni | Derek Pugh           | 47 s 3 (RE) |
| 2    | France      | Jacques Lunis        | 47 s 6      |
| 3    | Suède       | Lars-Erik Wolfbrandt | 47 s 9      |
| 4    | Islande     | Gudmundur Lárusson   | 48 s 1      |
| 5    | Royaume-Uni | Leslie Lewis         | 48 s 7      |
| 6    | Italie      | Luigi Paterlini      | 48 s 9      |

### 800 m
| Rang | Pays        | Athlète          | Temps        |
| ---- | ----------- | ---------------- | ------------ |
| 1    | Royaume-Uni | John Parlett     | 1 min 50 s 5 |
| 2    | France      | Marcel Hansenne  | 1 min 50 s 7 |
| 3    | Royaume-Uni | Roger Bannister  | 1 min 50 s 7 |
| 4    | Suède       | Ingvar Bengtsson | 1 min 51 s 2 |
| 5    | Norvège     | Audun Boysen     | 1 min 51 s 4 |
| 6    | France      | Michel Clare     | 1 min 51 s 6 |

### 1 500 m
| Rang | Pays            | Athlète            | Temps             |
| ---- | --------------- | ------------------ | ----------------- |
| 1    | Pays-Bas        | Willem Slijkhuis   | 3 min 47 s 2 (RE) |
| 2    | France          | Patrick El Mabrouk | 3 min 47 s 8      |
| 3    | Royaume-Uni     | Bill Nankeville    | 3 min 48 s 0      |
| 4    | Finlande        | Ilmari Taipale     | 3 min 50 s 4      |
| 5    | Royaume-Uni     | Leonard Eyre       | 3 min 51 s 0      |
| 6    | Tchécoslovaquie | Václav Cevona      | 3 min 51 s 4      |

### 5 000 m
| Rang | Pays            | Athlète      | Temps              |
| ---- | --------------- | ------------ | ------------------ |
| 1    | Tchécoslovaquie | Emil Zátopek | 14 min 03 s 0 (RE) |
| 2    | France          | Alain Mimoun | 14 min 26 s 0      |
| 3    | Belgique        | Gaston Reiff | 14 min 26 s 2      |
| 4    | Finlande        | Väinö Mäkelä | 14 min 30 s 8      |
| 5    | Finlande        | Hannu Posti  | 14 min 40 s 8      |
| 6    | Belgique        | Lucien Theys | 14 min 42 s 4      |

### 10 000 m
| Rang | Pays             | Athlète        | Temps              |
| ---- | ---------------- | -------------- | ------------------ |
| 1    | Tchécoslovaquie  | Emil Zátopek   | 29 min 12 s 0 (RE) |
| 2    | France           | Alain Mimoun   | 30 min 21 s 0      |
| 3    | Finlande         | Väinö Koskela  | 30 min 30 s 8      |
| 4    | Royaume-Uni      | Frank Aaron    | 30 min 31 s 6      |
| 5    | Union soviétique | Nikifor Popov  | 30 min 34 s 4      |
| 6    | Norvège          | Martin Stokken | 30 min 44 s 8      |

### Marathon
| Rang | Pays             | Athlète            | Temps           |
| ---- | ---------------- | ------------------ | --------------- |
| 1    | Royaume-Uni      | Jack Holden        | 2 h 32 min 13 s |
| 2    | Finlande         | Veikko Karvonen    | 2 h 32 min 45 s |
| 3    | Union soviétique | Feodossiy Vanin    | 2 h 33 min 47 s |
| 4    | Suède            | Gösta Leandersson  | 2 h 34 min 26 s |
| 5    | Union soviétique | Vasiliy Gordiyenko | 2 h 34 min 37 s |
| 6    | France           | Charles Cerou      | 2 h 36 min 09 s |

### 110 m haies/80 m haies
| Rang | Pays             | Athlète             | Temps  |
| ---- | ---------------- | ------------------- | ------ |
| 1    | France           | André-Jacques Marie | 14 s 6 |
| 2    | Suède            | Ragnar Lundberg     | 14 s 7 |
| 3    | Royaume-Uni      | Peter Hildreth      | 15 s 0 |
| 4    | Italie           | Albano Albanese     | 15 s 1 |
| 5    | France           | Gilbert Omnès       | 15 s 2 |
| 6    | Union soviétique | Jevgeniy Bulanchik  | 15 s 2 |

| Rang | Pays             | Athlète                | Temps       |
| ---- | ---------------- | ---------------------- | ----------- |
| 1    | Pays-Bas         | Francina Blankers-Koen | 11 s 1 (RE) |
| 2    | Royaume-Uni      | Maureen Dyson          | 11 s 6      |
| 3    | France           | Micheline Ostermeyer   | 11 s 7      |
| 4    | Union soviétique | Aleksandra Yekusheva   | 11 s 7      |
| 5    | Royaume-Uni      | Jean Desforges         | 11 s 8      |
| 6    | Union soviétique | Elene Gokieli          | 11 s 8      |

### 400 m haies
| Rang | Pays             | Athlète         | Temps       |
| ---- | ---------------- | --------------- | ----------- |
| 1    | Italie           | Armando Filiput | 51 s 9 (RE) |
| 2    | Union soviétique | Yuriy Lituyev   | 52 s 4      |
| 3    | Royaume-Uni      | Harry Whittle   | 52 s 7      |
| 4    | Italie           | Ottavio Missoni | 53 s 6      |
| 5    | Suède            | Lars Ylander    | 53 s 9      |
| 6    | France           | Georges Elloy   | 54 s 3      |

### 3 000 m steeple
| Rang | Pays            | Athlète          | Temps        |
| ---- | --------------- | ---------------- | ------------ |
| 1    | Tchécoslovaquie | Jindřich Roudný  | 9 min 05 s 4 |
| 2    | Yougoslavie     | Petar Segedin    | 9 min 07 s 4 |
| 3    | Finlande        | Erik Blomster    | 9 min 08 s 8 |
| 4    | Norvège         | Martin Stokken   | 9 min 13 s 0 |
| 5    | France          | Alexandre Guyodo | 9 min 17 s 4 |
| 6    | Belgique        | Robert Schoojans | 9 min 18 s 6 |

### Saut en hauteur
| Rang | Pays        | Athlète         | Performance |
| ---- | ----------- | --------------- | ----------- |
| 1    | Royaume-Uni | Alan Paterson   | 1,96 m      |
| 2    | Suède       | Arne Ahman      | 1,93 m      |
| 3    | France      | Claude Bénard   | 1,93 m      |
| 4    | Suisse      | Hans Wahli      | 1,90 m      |
| 5    | Suède       | Gösta Svensson  | 1,90 m      |
| 6    | France      | Georges Damitio | 1,90 m      |

| Rang | Pays             | Athlète            | Performance |
| ---- | ---------------- | ------------------ | ----------- |
| 1    | Royaume-Uni      | Sheila Alexander   | 1,63 m      |
| 2    | Royaume-Uni      | Dorothy Tyler      | 1,63 m      |
| 3    | Union soviétique | Galina Ganeker     | 1,63 m      |
| 4    | Danemark         | Anne Knudsen       | 1,60 m      |
| 5    | Royaume-Uni      | Bertha Crowther    | 1,55 m      |
| 6    | France           | Anne-Marie Colchen | 1,50 m      |

### Saut en longueur
| Rang | Pays            | Athlète            | Performance |
| ---- | --------------- | ------------------ | ----------- |
| 1    | Islande         | Torfi Bryngeirsson | 7,32 m      |
| 2    | Pays-Bas        | Gerard Wessels     | 7,22 m      |
| 3    | Tchécoslovaquie | Jaroslav Fikejz    | 7,20 m      |
| 4    | Portugal        | Albaro Dias        | 7,00 m      |
| 5    | Norvège         | Rune Nilsen        | 6,96 m      |
| 6    | Luxembourg      | Fred Hammer        | 6,92 m      |

| Rang | Pays             | Athlète              | Performance |
| ---- | ---------------- | -------------------- | ----------- |
| 1    | Union soviétique | Valentina Bogdanova  | 5,82 m      |
| 2    | Pays-Bas         | Wilhelmina Lust      | 5,63 m      |
| 3    | Finlande         | Maire Österdahl      | 5,57 m      |
| 4    | France           | Yvonne Curtet-Chabot | 5,38 m      |
| 5    | Italie           | Silvana Pierucci     | 5,34 m      |
| 6    | Royaume-Uni      | Margaret Erskine     | 5,29 m      |

### Saut à la perche
| Rang | Pays     | Athlète         | Performance |
| ---- | -------- | --------------- | ----------- |
| 1    | Suède    | Ragnar Lundberg | 4,30 m (RE) |
| 2    | Finlande | Valto Olenius   | 4,25 m      |
| 3    | Finlande | Jukka Piironen  | 4,25 m      |
| 4    | France   | Victor Sillon   | 4,10 m      |
| 5    | Norvège  | Erling Kaas     | 4,10 m      |
| 6    | Suisse   | Armin Scheurer  | 4,00 m      |

### Triple saut
| Rang | Pays             | Athlète            | Performance  |
| ---- | ---------------- | ------------------ | ------------ |
| 1    | Union soviétique | Leonid Shcherbakov | 15,39 m (RE) |
| 2    | Finlande         | Valdemar Rautio    | 14,96 m      |
| 3    | Turquie          | Ruhi Sarialp       | 14,53 m      |
| 4    | Norvège          | Rune Nilsen        | 14,50 m      |
| 5    | Suède            | Arne Ahman         | 14,48 m      |
| 6    | Suède            | Lennart Moberg     | 14,46 m      |

### Lancer du disque
| Rang | Pays            | Athlète          | Performance  |
| ---- | --------------- | ---------------- | ------------ |
| 1    | Italie          | Adolfo Consolini | 53,75 m (RE) |
| 2    | Italie          | Giuseppe Tosi    | 52,31 m      |
| 3    | Finlande        | Olavi Partanen   | 48,69 m      |
| 4    | Norvège         | Stein Johnson    | 48,55 m      |
| 5    | Suède           | Arne Hellberg    | 47,37 m      |
| 6    | Tchécoslovaquie | Alojz Kormúth    | 46,17 m      |

| Rang | Pays             | Athlète              | Performance  |
| ---- | ---------------- | -------------------- | ------------ |
| 1    | Union soviétique | Nina Dumbadze        | 48,03 m (RE) |
| 2    | Union soviétique | Rimma Shumskaya      | 42,25 m      |
| 3    | Italie           | Edera Cordiale       | 41,57 m      |
| 4    | France           | Micheline Ostermeyer | 41,22 m      |
| 5    | Yougoslavie      | Julija Matej         | 40,58 m      |
| 6    | France           | Paulette Veste       | 37,86 m      |

### Lancer du poids
| Rang | Pays             | Athlète         | Performance  |
| ---- | ---------------- | --------------- | ------------ |
| 1    | Islande          | Gunnar Huseby   | 16,74 m (RE) |
| 2    | Italie           | Angiolo Profeti | 15,16 m      |
| 3    | Union soviétique | Otto Grigalka   | 15,14 m      |
| 4    | Suisse           | Willy Senn      | 14,95 m      |
| 5    | Yougoslavie      | Petar Sarcevic  | 14,90 m      |
| 6    | Tchécoslovaquie  | Vladimir Jirout | 14,89 m      |

| Rang | Pays             | Athlète              | Performance  |
| ---- | ---------------- | -------------------- | ------------ |
| 1    | Union soviétique | Anna Andreyeva       | 14,32 m (RE) |
| 2    | Union soviétique | Klavdiya Tochenova   | 13,92 m      |
| 3    | France           | Micheline Ostermeyer | 13,37 m      |
| 4    | Union soviétique | Galina Zybina        | 13,07 m      |
| 5    | Pologne          | Magdalena Bregulanka | 12,80 m      |
| 6    | Yougoslavie      | Maria Radosavljevic  | 12,75 m      |

### Lancer du marteau
| Rang | Pays             | Athlète          | Performance |
| ---- | ---------------- | ---------------- | ----------- |
| 1    | Norvège          | Sverre Strandli  | 55,71 m     |
| 2    | Italie           | Teseo Taddia     | 54,73 m     |
| 3    | Tchécoslovaquie  | Jiří Dadák       | 53,64 m     |
| 4    | Yougoslavie      | Ivan Gubijan     | 53,44 m     |
| 5    | Union soviétique | Aleksandr Kanaki | 53,09 m     |
| 6    | Royaume-Uni      | Duncan Clark     | 52,83 m     |

### Lancer du javelot
| Rang | Pays        | Athlète           | Performance |
| ---- | ----------- | ----------------- | ----------- |
| 1    | Finlande    | Toivo Hyytiäinen  | 71,26 m     |
| 2    | Suède       | Per-Arne Berglund | 70,06 m     |
| 3    | Suède       | Ragnar Ericzon    | 69,82 m     |
| 4    | Yougoslavie | Mirko Vujacic     | 66,84 m     |
| 5    | Finlande    | Tapio Rautavaara  | 66,20 m     |
| 6    | Italie      | Amos Matteucci    | 64,99 m     |

| Rang | Pays             | Athlète              | Performance  |
| ---- | ---------------- | -------------------- | ------------ |
| 1    | Union soviétique | Natalya Smirnitskaya | 47,55 m (RE) |
| 2    | Autriche         | Herma Bauma          | 43,87 m      |
| 3    | Union soviétique | Galina Zybina        | 42,75 m      |
| 4    | Union soviétique | Vera Nabokova        | 41,88 m      |
| 5    | Tchécoslovaquie  | Dana Zátopková       | 41,34 m      |
| 6    | Danemark         | Lily Kelsby          | 40,25 m      |

### 4 × 100 m relais
| Rang | Pays             | Athlètes                                                                   | Temps  |
| ---- | ---------------- | -------------------------------------------------------------------------- | ------ |
| 1    | Union soviétique | Vladimir Sukharev Levan Kalyayev Levan Sanadze Nikolay Karakulov           | 41 s 5 |
| 2    | France           | Etienne Bally Jacques Perlot Yves Camus Jean-Pierre Guillon                | 41 s 8 |
| 3    | Suède            | Göte Kjellberg Leif Christersson Stig Danielsson Hans Rydén                | 41 s 9 |
| 4    | Royaume-Uni      | John Gregory Alan Grieve Brian Shenton Austin Pinnington                   | 41 s 9 |
| 5    | Islande          | Ásmundur Bjarnason Guðmundur Lárusson Finnbjörn Þorvaldsson Haukur Clausen | 41 s 9 |
| 6    | Italie           | Franco Leccese Gino Riva Giuseppe Guzzi Angelo Moretti                     | 43 s 2 |

| Rang | Pays             | Athlètes                                                           | Temps  |
| ---- | ---------------- | ------------------------------------------------------------------ | ------ |
| 1    | Royaume-Uni      | Eileen Hay Jean Desforges Dorothy Hall June Foulds                 | 47 s 4 |
| 2    | Pays-Bas         | Xenia de Jongh Bertha Brouwer Grietje de Jongh Fanny Blankers-Koen | 47 s 4 |
| 3    | Union soviétique | Elene Gokieli Sofiya Malshina Zoya Dukhovich Yevgeniya Sechenova   | 47 s 5 |
| 4    | France           | Yvette Monginou Colette Aitelli Yvonne Curtet Micheline Ostermeyer | 48 s 5 |
| 5    | Italie           | Maria Musso Laura Sivi Micaela Bora Vittoria Cesarini              | 48 s 7 |
| 6    | Yougoslavie      | Spomenka Koledin Milica Šumak Mira Tuce Alma Butja                 | 49 s 8 |

### 4 × 400 m relais
| Rang | Pays             | Athlètes                                                             | Temps             |
| ---- | ---------------- | -------------------------------------------------------------------- | ----------------- |
| 1    | Royaume-Uni      | Martin Pike Leslie Lewis Angus Scott Derek Pugh                      | 3 min 10 s 2 (RE) |
| 2    | Italie           | Baldassare Porto Armando Filiput Luigi Paterlini Antonio Siddi       | 3 min 11 s 0      |
| 3    | Suède            | Gösta Brännström Tage Ekfeldt Rune Larsson Lars-Erik Wolfbrandt      | 3 min 11 s 6      |
| 4    | France           | René Leroux Francis Schewetta Jean-Paul Martin du Gard Jacques Lunis | 3 min 11 s 6      |
| 5    | Union soviétique | -                                                                    | 3 min 15 s 4      |
| 6    | Finlande         | -                                                                    | 3 min 16 s 6      |

### 10 km marche
| Rang | Pays     | Athlète           | Temps         |
| ---- | -------- | ----------------- | ------------- |
| 1    | Suisse   | Fritz Schwab      | 46 min 01 s 8 |
| 2    | France   | Émile Maggi       | 46 min 16 s 8 |
| 3    | Suède    | John Mikaelsson   | 46 min 48 s 2 |
| 4    | Italie   | Salvatore Cascino | 48 min 46 s 0 |
| 5    | France   | Louis Chevalier   | 49 min 03 s 0 |
| 6    | Belgique | Robert Delannoit  | 50 min 22 s 6 |

### 50 km marche
| Rang | Pays            | Athlète          | Temps             |
| ---- | --------------- | ---------------- | ----------------- |
| 1    | Italie          | Giuseppe Dordoni | 4 h 40 min 42 s 6 |
| 2    | Suède           | John Ljunggren   | 4 h 43 min 25 s 0 |
| 3    | Suède           | Verner Ljunggren | 4 h 49 min 28 s 0 |
| 4    | Tchécoslovaquie | Josef Doležal    | 4 h 55 min 49 s 0 |
| 5    | Royaume-Uni     | John Proctor     | 4 h 58 min 01 s 0 |
| 6    | Royaume-Uni     | Alfred Cotton    | 4 h 03 min 30 s 0 |

### Décathlon/Pentathlon
| Rang | Pays             | Athlète         | Performance    |
| ---- | ---------------- | --------------- | -------------- |
| 1    | France           | Ignace Heinrich | 7 364 pts (RE) |
| 2    | Islande          | Örn Clausen     | 7 297 pts      |
| 3    | Suède            | Kjell Tannander | 7 175 pts      |
| 4    | Suède            | Göran Widelfelt | 7 005 pts      |
| 5    | Suisse           | Armin Scheurer  | 6 944 pts      |
| 6    | Union soviétique | Vladimir Volkov | 6 869 pts      |

| Rang | Pays            | Athlète           | Performance |
| ---- | --------------- | ----------------- | ----------- |
| 1    | France          | Arlette Ben Hamo  | 3 204 pts   |
| 2    | Royaume-Uni     | Bertha Crowther   | 3 048 pts   |
| 3    | Tchécoslovaquie | Olga Modrachová   | 3 026 pts   |
| 4    | Suède           | Mona-Lisa Eglund  | 2 936 pts   |
| 5    | France          | Marguerite Martel | 2 918 pts   |
| 6    | Norvège         | Unni Saether      | 2 870 pts   |

### Légende
- RE : Record d'Europe
- RC : Record des Championnats
- RN : Record national
- disq. : disqualification
- ab. : abandon